# Ноайон
Ноайо̀н (на френски: Noyon; на латински: Noviomagus Veromanduorum) е град в Северна Франция.

## География
Ноайон е в департамент Оаз. Намира се на река Оаз, на около 100 км северно от Париж. Населението на града според данни от преброяването през 2007 г. е 14 240 жители.

## История
Градът е основан от римляните под името Noviomagus. Втората част от името – Veromanduorum е въведено, за да се различи селището от многото други със същото име. Част от римската стена все още може да се види в града.
В катедралата в Ноайон са короновани Карл Велики – 768 г. и Хуго Капет – 987 г.
Според Договора от Ноайон от 13 август 1516 г., сключен между Франсоа I и Карлос I, Франция се отказва от претенциите си към Кралство Неапол и получава Миланското херцогство като компенсация. Това води до край на Войната на Камбрийската лига – стадий от Войните между Хабсбурги и Валоа.

## Известни личности
- Жан Калвин – църковен реформатор, е роден в Ноайон през 1509 г.
- Медар дьо Ноайон – архиепископ на Пикардия
- Годеберта – франкска светица